# Günther Huber
Günther Huber (Brunico, 28 ottobre 1965) è un ex slittinista ed ex bobbista italiano.
È fratello di Arnold, Norbert e Wilfried, a loro volta ex atleti di sport della slitta di alto livello.

## Biografia
Ha iniziato la sua carriera come slittinista, disciplina in cui ha conquistato quale migliore risultato una medaglia di bronzo ai campionati mondiali juniores nella specialità del doppio.
La scelta di abbandonare lo slittino per passare al bob, nel ruolo di pilota, è avvenuta nel 1988, poiché "stanco di perdere dai propri fratelli". A questa nuova disciplina sono legati tutti i suoi più importanti successi.
Ha partecipato a quattro edizioni consecutive dei Giochi olimpici invernali: ad Albertville 1992 è stato quinto nel bob a due e quindicesimo in quello a quattro; a Lillehammer 1994 è giunto nono nel bob a quattro ed ha conquistato la medaglia di bronzo nel bob a due insieme a Stefano Ticci, nella stessa edizione in cui anche Wilfried e Norbert hanno portato a casa una medaglia, mentre Arnold si è dovuto accontentare del quarto posto; a Nagano 1998 ha colto la quattordicesima piazza nella specialità a quattro e soprattutto la medaglia d'oro nel bob a due con Antonio Tartaglia, ex aequo con l'equipaggio canadese composto da Pierre Lueders e David MacEachern, terminando pari tempo al centesimo di secondo dopo quattro discese; ha disputato la sua ultima gara della carriera a Salt Lake City 2002 terminando all'ottavo posto nel bob a due.
In carriera ha conquistato due medaglie, entrambe nel bob a due, ai campionati mondiali quella d'argento a Sankt Moritz 1997 con Antonio Tartaglia e quella d'oro a Cortina d'Ampezzo 1999, coronando nel migliore dei modi un periodo agonisticamente poco fortunato, iniziato quattro mesi prima della gara iridata con il furto del proprio bob e proseguito prima con l'infortunio del suo abituale compagno di gara Tartaglia, e successivamente con un altro infortunio al suo sostituto Enrico Costa occorsogli proprio durante lo svolgimento della gara di Cortina e che è stato rimpiazzato da Ubaldo Ranzi.
A livello di Coppa del Mondo è salito sul podio per la prima volta nella stagione 1991/92 a Sankt Moritz (3°) nel bob a due e sempre nella stessa specialità ha ottenuto la prima vittoria nella stagione successiva a Lillehammer. In classifica generale ha conquistato il trofeo nella specialità del bob a due in due occasioni, nel 1991/92 e nel 1992/93, mentre nel 1996/97 ha fatto sua la sfera di cristallo nella combinata.
Ai campionati europei ha collezionato altresì sei medaglie, delle quali due d'oro, una nel bob a a due ed una nel bob a quattro.

## Palmarès

### Slittino

#### Mondiali juniores
- 1 medaglia:
  - 1 bronzo (doppio a Lake Placid 1982).

### Bob

#### Olimpiadi
- 2 medaglie:
  - 1 oro (a due a Nagano 1998);
  - 1 bronzo (a due a Lillehammer 1994).

#### Mondiali
- 2 medaglie:
  - 1 oro (a due a Cortina d'Ampezzo 1999);
  - 1 argento (a due a Sankt Moritz 1997).

#### Europei
- 6 medaglie:
  - 2 ori (a quattro a La Plagne 1994; a due a Schönau am Königssee 1997);
  - 2 argenti (a due a La Plagne 1994; a due a Cortina d'Ampezzo 2000);
  - 2 bronzi (a due a Cervinia 1991; a due ad Igls 1998).

#### Coppa del Mondo
- Vincitore della Coppa del Mondo nella specialità del bob a due nel 1991/92 e nel 1992/93.
- Vincitore della Coppa del Mondo nella specialità della combinata nel 1996/97.
- Miglior piazzamento in classifica generale nel bob a quattro: 3° 1996/97.
- 28 podi (24 nel bob a due e 4 nel bob a quattro)[7]:
  - 7 vittorie (6 nel bob a due e 1 nel bob a quattro);
  - 9 secondi posti (8 nel bob a due e 1 nel bob a quattro);
  - 12 terzi posti (10 nel bob a due e 2 nel bob a quattro).

##### Coppa del Mondo - vittorie
| Data             | Luogo                | Paese    | Disciplina    |
| ---------------- | -------------------- | -------- | ------------- |
| stagione 1992/93 | Lillehammer          | Norvegia | bob a due     |
| stagione 1992/93 | Cortina d'Ampezzo    | Italia   | bob a due     |
| stagione 1992/93 | La Plagne            | Francia  | bob a due     |
| stagione 1996/97 | Schönau am Königssee | Germania | bob a due     |
| stagione 1996/97 | Cortina d'Ampezzo    | Italia   | bob a quattro |
| stagione 1997/98 | Sankt Moritz         | Svizzera | bob a due     |
| stagione 1997/98 | Cortina d'Ampezzo    | Italia   | bob a due     |